# Recy Taylor
Pour les articles homonymes, voir Taylor.
Recy Taylor, née Corbitt le 31 décembre 1919 à Abbeville dans l'Alabama et morte le 28 décembre 2017 dans la même ville, est une personnalité afro-américaine victime d'un viol commis par six hommes non jugés malgré les aveux partiels de plusieurs d'entre eux. Ce crime impuni est considéré comme l'un des événements précurseurs du mouvement américain des droits civiques.

## Circonstances
Le 3 septembre 1944 au soir, Recy Taylor, une jeune  métayère afro-américaine, mère de famille ayant la charge de ses frères et sœurs depuis le décès de leur mère, se rend à l'église pour un service de chants et de prières. Elle est enlevée à la sortie de l'office par sept hommes blancs, puis victime d'un viol collectif. Six des kidnappeurs y participent, le septième refusant d'y prendre part car il la connaît personnellement.
Le lendemain, alors que les six hommes ont été identifiés, Recy Taylor est victime de menaces de mort et une bombe incendiaire est lancée sur son domicile par des suprémacistes blancs.
Un grand jury, réuni une semaine après les faits, refuse d'inculper les violeurs, aucune charge n'étant retenue contre eux.

## Un événement précurseur du mouvement pour les droits civiques
En parallèle des investigations officielles, cette agression, « catalyseur précoce du mouvement américain des droits civiques », fait l'objet d'une enquête menée par la National Association for the Advancement of Colored People de Montgomery (Alabama) qui attribue le dossier à Rosa Parks. Son action est rendue difficile par l'attitude hostile du shériff d'Abbeville.
Le 25 novembre 1944, Rosa Parks crée le Committee for Equal Justice for Mrs Recy Taylor. Les initiatives de ce comité forcent le gouverneur Chauncey Sparks à faire rouvrir l'enquête, ce qui aboutit à un second grand jury. Quatre des six hommes admettent des relations sexuelles avec Recy Taylor, mais prétendent qu'elle était consentante et qu'ils l'avaient payée pour cela. Tous sont de nouveau laissés en liberté. Recy Taylor et sa famille déménagent en Floride où elle retombe dans l'anonymat.

## Reconnaissance
L'affaire attire de nouveau l'attention avec la publication en 2010 du livre Black Women, Rape and Resistance de l'historienne Danielle L. McGuire. Sa parution entraîne la présentation d'excuses officielles de la part de la législature de l'Alabama l'année suivante. 
En 2017, la cinéaste américaine Nancy Buirski consacre au viol de Recy Taylor un documentaire qui est primé à la Mostra de Venise, Recy Taylor mourant trois semaines après sa sortie. Le 9 janvier 2018, alors qu'elle reçoit le Cecil B. DeMille Award lors de la 75e cérémonie des Golden Globes, dans le contexte de l'affaire Harvey Weinstein, Oprah Winfrey rappelle l'histoire de Recy Taylor dans son discours.